# Шуба, Виталий Сергеевич
Вита́лий Серге́евич Шу́ба (укр. Віталій Сергійович Шуба) — украинский военнослужащий, солдат, участник российско-украинской войны. Герой Украины (2025).

## Биография
Проживает в городе Кривой Рог. Во время российского вторжения в Украину служил в 425-м отдельном штурмовом полку «Скала». Участвовал в обороне Запорожской и Донецкой областей. В составе штурмовой группы, а затем возглавляя её, принимал участие в отражении и обороне опорных пунктов. Неоднократно корректировал артиллерийский огонь.

## Награды
- Звание «Герой Украины» с вручением ордена «Золотая Звезда» (14 марта 2025) — за личное мужество и героизм, проявленные в защите государственного суверенитета и территориальной целостности Украины, верность военной присяге[1].